# Día del Pollo a la brasa
El Día del Pollo a la Brasa es una fiesta que se celebra en Perú el tercer domingo del mes de julio, en reconocimiento a uno de los platos más representativos y de mayor consumo de la gastronomía peruana.
El año 2010, mediante la Resolución Ministerial 0441-2010-AG, el Ministerio de Cultura, que el 2004 lo había declarado Patrimonio Cultural de la Nación, resolvió declarar el Día del Pollo a la Brasa con el fin de homenajear a un "ícono" de la gastronomía peruana y promover su consumo tanto en el Perú como en el extranjero.

## Importancia del Pollo a la brasa

### Consumo interno
Las estadísticas sobre la oferta y la demanda del pollo a la brasa hablan de la aceptación masiva de este producto dentro y fuera del Perú. Actualmente ha logrado posicionarse como el platillo favorito de las familias peruanas al momento de salir a comer, incluso por encima del ceviche.
Por su masiva aceptación y amplia trayectoria, se incluye desde 2010 al pollo a la brasa en el cálculo de la canasta básica familiar por Instituto Nacional de Estadística e Informática (INEI). 
Asimismo, según las cifras que brinda el Ministerio de Agricultura, se sabe que la producción mensual para el consumo nacional es de 44 millones de pollos, de los cuales 8 millones son destinados a los restaurantes especializados en la preparación del “plato bandera” peruano, como también se le conoce.

### El boom de la gastronomía peruana
Parte del crecimiento sostenible del Perú en los últimos años se debe al impacto inmediato del sector gastronómico en su economía, que según la Sociedad Peruana de Gastronomía (Apega), ha llegado a superar el ritmo de expansión del Producto Bruto Interno (PBI). El reflejo de este “boom” se aprecia en las grandes cifras registradas en ventas de los restaurantes peruanos; el creciente número de establecimientos gastronómicos y la oportunidad de empleo que estos negocios generan.
El impacto inmediato del “boom” le ha permitido al pollo a la brasa peruano traspasar fronteras y llegar al paladar de miles de comensales en todo el mundo. Con ello, ha logrado posicionarse como un símbolo tradicional de la gastronomía del Perú, y ser elegida por los visitantes extranjeros como elemento favorito dentro del menú.